# Station Szpęgawsk
Station Szpęgawsk is een spoorwegstation in de Poolse plaats Szpęgawsk.